# Avon Championships of Boston 1981
L'Avon Championships of Boston 1981 è stato un torneo di tennis giocato sul sintetico indoor. È stata l'8ª edizione del torneo, che fa parte del WTA Tour 1981. Si è giocato a Boston negli USA dal 16 al 22 marzo 1981.

## Campionesse

### Singolare
Chris Evert-Lloyd ha battuto in finale  Mima Jaušovec con il punteggio di 6–4, 6–4

### Doppio
Barbara Potter /  Sharon Walsh hanno battuto in finale  JoAnne Russell /  Virginia Ruzici con il punteggio di 6–7, 6–4, 6–3